# Dobrič
Dobrič je naselje v Občini Polzela.